# Маджоне
Маджо̀не (на италиански: Magione) е град и община в Централна Италия, провинция Перуджа, регион Умбрия. Разположен е на 299 m надморска височина, близо до източния бряг на Тразименското езеро. Населението на общината е 14 819 души (към 2011 г.).